# Dapedium orbis
A Dapedium orbis vagy Dapedius orbis a csontos halak (Osteichthyes) főosztályának fosszilis Dapediiformes rendjébe, ezen belül a Dapediidae családjába tartozó faj.

## Tudnivalók
A Dapedium orbis késő triász és a kora jura korszakok között élt, körülbelül 201,6-189,6 millió évvel ezelőtt. Az Egyesült Királyság területén fedezték fel. Ezt a halat legelőször 1836-ban, Louis Agassiz svájci születésű amerikai paleontológus írta le, illetve nevezte meg.